# Sydtorp
Sydtorp (dansk), Süddorf (tysk) eller Sössaarep (nordfrisisk) er en landsby med cirka 300 indbyggere på friserøen Amrum. Landsbyen er beliggende 1,5 kilometer vest for Stenodde og 3 kilometer nordvest for Vitdyn, som er øens færge-by. Sydtorp tilhører Nebel Kommune og er hjemsted for øens skole Öömrang Skuul.
På den store gravhøj fra bronzealderen Reddenhugh oprettedes i 1882 en stubmølle, som i 1893 blev afløst af en hollændermølle. Lidt syd for landsbyen ligger Amrum Fyr.
Sydtorp er første gang nævnt 1462, betegnede oprindeligt øens sydlige by (i modsætning til Nordtorp).

## Billeder
- Hollændermølle Berta på gravhøj Reddenhugh
- Frisergård fra 1700-tallet ved Uasterstigh
- Tosproget byskilte (tysk-nordfrisisk)
- Udkig over Sydtorp